# عرائس الطين (فلم)
عرائس الطين فيلم تونسي
فدة فتاة تجيد صنع عرائس من طين. تغرق في عالم خيالى يسمح لها بإنقاذ طفولتها. عمران، في الأربعين، سكير يحاول إخراج بنات قريته من عالمهن. ويتفق مع الأسر الفقيرة أن يأخذ البنات إلى تونس، ويعملن في البيوت.
إخراج: نوري بوزيد (مخرج )
تأليف: نوري بوزيد (سيناريو وحوار)
تاريخ الإصدار: 2002

## طاقم العمل
- أحمد الحفيان
- هند صبري
- أميمة بن حفصية

## وصلات خارجية
- مقالات تستعمل روابط فنية بلا صلة مع ويكي بيانات